# Larry Tesler
Lawrence Gordon Tesler (Bronx, New York, 1945. április 24. – Portola Valley, Kalifornia, 2020. február 16.) amerikai számítógép-szakember, aki az ember-számítógép kapcsolat területén dolgozott, a Xerox PARC, az Apple, az Amazon és a Yahoo! alkalmazottja volt. A Ctrl+X (kivágás), Ctrl+C (másolás) és Ctrl+V (beillesztés) használatának bevezetője.

## Életpályája
Tesler New York-ban nőtt fel, és 1961-ben végzett a bronxi középiskolában. A Stanford Egyetemre járt, ahol az 1960-as években számítógépes ismereteket tanult. A diploma megszerzése után tanácsadóként dolgozott. Az 1960-as évek végén a Stanford Egyetem mesterséges intelligencia laboratóriumában dolgozott.
Egyike a Compel nevű funkcionális nyelv kidolgozóinak. Ennek a programozási nyelvnek az volt célja, hogy természetesebbé tegye a programozási fogalmak bevezetését a kezdők számára. 
Tesler foglalkozott a Smalltalk, az első dinamikus objektumelvű programozási nyelv, és a Gypsy, az első szövegszerkesztő grafikus felhasználói felületének megvalósításával. 
Tim Tott kollégájával együtt Tesler bevezette a kivágás (Ctrl+X), a másolás (Ctrl+C) és a beillesztés (Ctrl+V) használatát, valamint az „üzemmód-mentes” szoftver ötletét. Dolgozott az objektumalapú Object Pascal programozási nyelv létrehozásán is.
Mindvégig fenntartotta az „üzemmód-mentes” működés (modeless software) preferenciáját. Ezért például 2010-től az autóját személyre szabott „NO MODES” feliratú kaliforniai rendszámmal látta el.

## Fordítás
- Ez a szócikk részben vagy egészben  a   Larry Tesler című angol Wikipédia-szócikk fordításán alapul.  Az eredeti cikk szerkesztőit annak laptörténete sorolja fel. Ez a jelzés csupán a megfogalmazás eredetét és a szerzői jogokat jelzi, nem szolgál a cikkben szereplő információk forrásmegjelöléseként.